# Церковь кларисок
Церковь кларисок (словац. Kostol klarisiek, Klariský kostol) — церковь в столице Словакии Братиславе. Принадлежит к комплексу монастыря кларисок в Старом городе.
Монахини Ордена кларисок прибыли в Братиславу в 1297 году и при поддержке короля построили в XIV веке вместо разрушенного монастыря цистерцианцев церковь и монастырь. В 1782 году Орден кларисок был распущен и церковь стала резиденцией юридической академии и школы. В настоящее время она используется как концертный и выставочный зал.
Церковь является ярким примером готической архитектуры. Пятиугольная башня была добавлена в XV веке. Сохранились основные и боковые алтари XVIII века, а также кафедра.